# Synagoga Zasaňská (Přemyšl)
Synagoga Zasaňská (Synagoga Zasańska w Przemyślu) sloužila po dobu 47 let jako náboženské a sociální centrum asimilované židovské populace v Zasaní (Zasanie – název severní části Přemyšle, nacházející se na levém břehu řeky San). Nyní je jednou ze dvou dochovaných stojících synagog v Přemyšlu, tou druhou je Nová synagoga.

## Historie
Synagogu postavili v letech 1890–1892 členové Společnosti izraelského chrámu Zasaňského. Projektantem budovy byl architekt Wojciech Witoszyński a stavitelem byl zpočátku Marceli Pilecki, později neznámý stavitel pod jménem Wilder. Na přelomu let 1927 a 1928 městské úřady synagogu uzavřely kvůli častým konfliktům mezi ortodoxními a asimilovanými Židy.

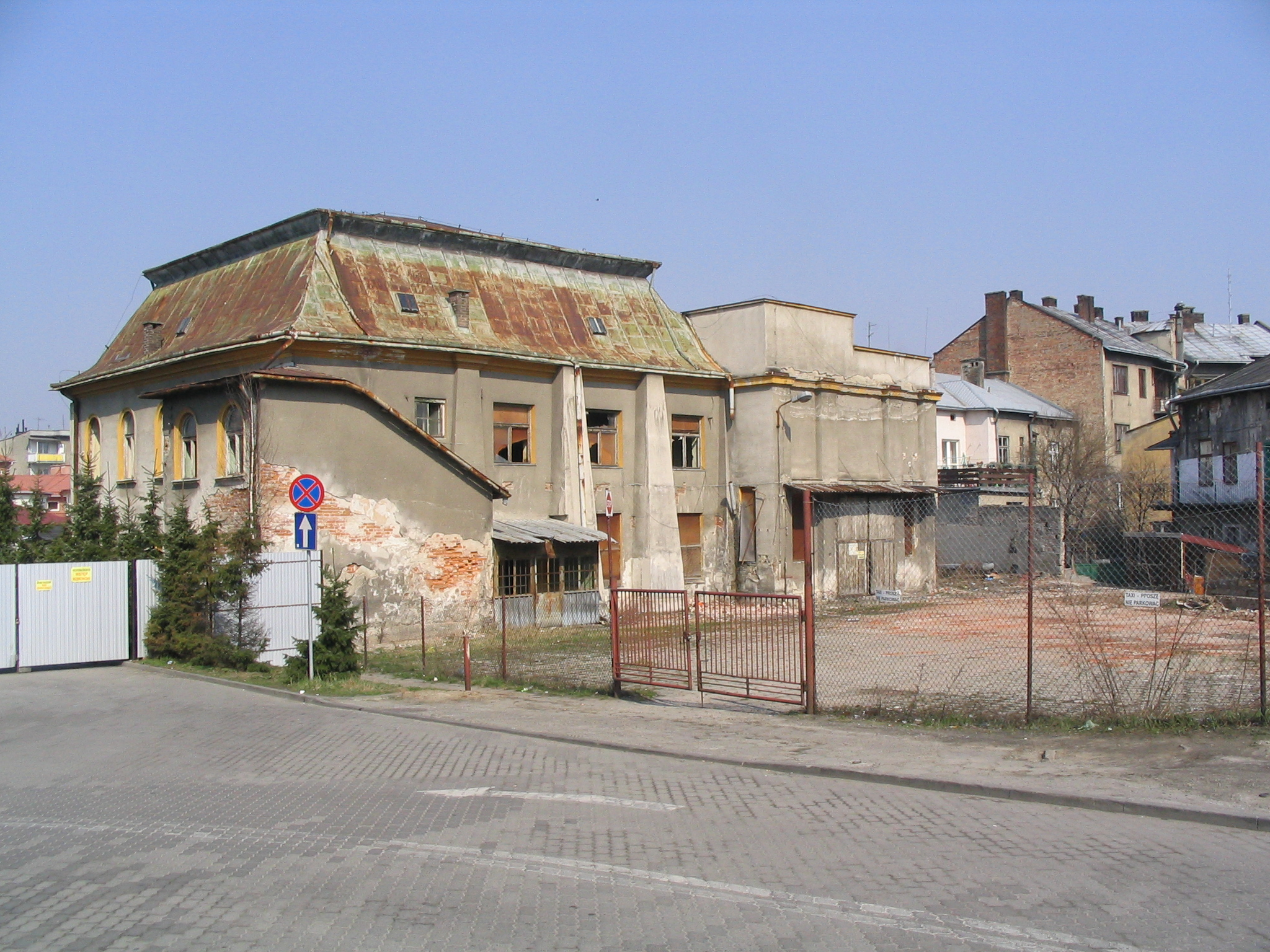
Synagoga Zasaňská

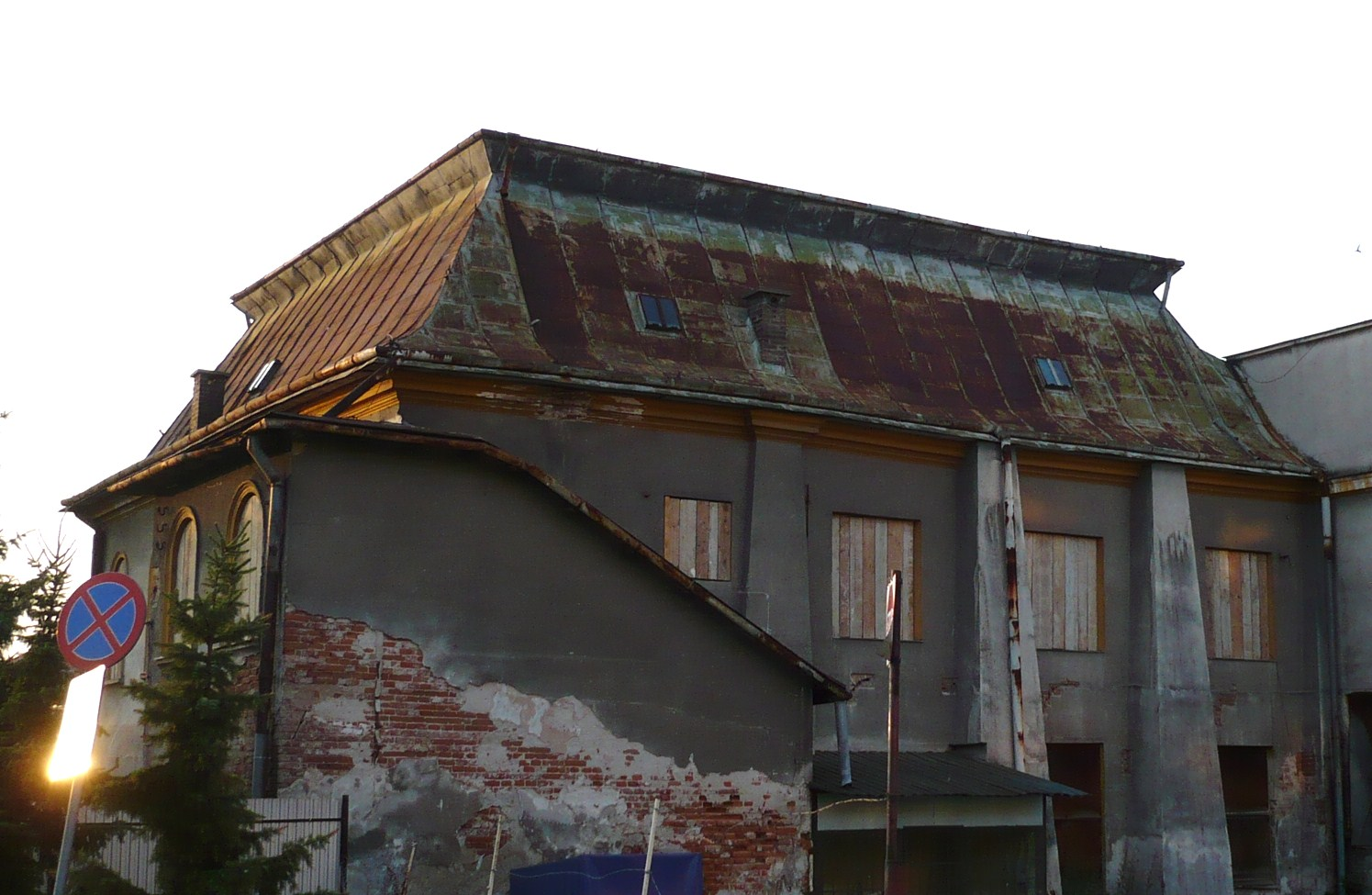
Synagoga Zasaňská

Během 2. světové války nacisté interiér synagogy zdevastovali a k východní části přistavěli novou budovu – celek měl sloužit jako elektrárna. Tím se Němci chtěli stát nezávislými na dodávkách elektřiny z východní části města, která byla okupována vojsky Sovětského svazu.
Po válce synagogu využívaly různé dopravní společnosti. V letech 1962–1963 proběhly rozsáhlé stavební úpravy budovy, během nichž byla hlavní modlitební místnost rozdělena železobetonovým stropem a vnitřní výmalba nenávratně zničena. V roce 1994 byl proveden pokus o využití budovy jako umělecké galerie s výstavními sály, kde by bylo prezentováno židovské umění a fotografie připomínající holokaust. V roce 2005 však město budovu prodalo soukromému podnikateli Robertu Błażkowskému. V současné době zůstává budova opuštěná a ve velmi zanedbaném stavu.

## Architektura
Zděná budova synagogy byla postavena na pravoúhlém půdorysu s východní orientací. Ve východní části se nacházela hlavní modlitební místnost, v západní předsíň s galerií pro ženy v horním patře. V jihozápadním rohu byla přístavba se schodištěm na ženskou galerii.